# シシオザル
シシオザル（獅子尾猿、Macaca silenus）は、オナガザル科マカク属に分類される霊長類。特定動物。

## 分布
インド（西ガーツ山脈）

## 形態
体長オス51-66cm、メス46cm。尾長オス25.4-38.6cm、メス25.4-32cm。体重オス5-10kg、メス3-6kg。全身が黒い体毛で覆われる。顔の周囲には鬣状に、灰色の体毛が伸長する。尾の先端には房状の体毛が生え、ライオンを連想させることが和名や英名（Lion-tailed=ライオンの尾のような）の由来。

## 生態
標高300-1300mの広葉樹林に生息する。複数の雌雄からなる10-40頭の群れを形成して生活する。
食性は雑食で、果実、種子、昆虫類等を食べる。
繁殖形態は胎生。特に繁殖期はないが、主に1-2月に交尾を行う。1回に1頭の幼獣を産む。授乳期間は12-18ヶ月。
天敵としてベンガルトラ、インドヒョウ、ドール、インドニシキヘビがいる。

## 人間との関係
開発による生息地の破壊および食物の減少等により生息数は激減している。